# Until We Die (компьютерная игра)
Until we die (с англ. — «Пока не умрём») — компьютерная игра в жанре сайд-скроллера, разработанная российской студией Pixeye Games. Вышла 1 июля 2021 года для платформы Windows.

## Сюжет
На планету Земля с метеоритов из потока Лирид попала неизвестная форма жизни. Существа начинают уничтожать человечество, выжившим удаётся укрыться в московском метро.

## Игровой процесс
| Системные требования     | Системные требования                                                | Системные требования                                           |
| ------------------------ | ------------------------------------------------------------------- | -------------------------------------------------------------- |
|                          | Минимальные                                                         | Рекомендуемые                                                  |
| Microsoft Windows, Linux |                                                                     |                                                                |
| ОС                       | Windows 7 / 10 (64-bit)                                             | Windows 7 / 10 (64-bit)                                        |
| ЦПУ                      | 2.4 GHz Dual Core CPU                                               | 3.2 GHz Quad Core Processor                                    |
| Объём ОЗУ                | 1.0 ГБ                                                              | 4.0 ГБ                                                         |
| Место на диске           | 1 ГБ                                                                | 1 ГБ                                                           |
| Видеокарта               | GeForce GTX 660, Radeon R7 370 or equivalent with 2 GB of video RAM | GeForce 960, Radeon RX 570 or equivalent with 4GB of video RAM |
| Устройства ввода         | клавиатура, компьютерная мышь                                       | клавиатура, компьютерная мышь                                  |

Игрок прибывает на заброшенную станцию Электрозаводская, которую должен развивать и защищать от нападений инопланетян. Игроку предстоит развивать поселение: возводить укрепления, изучать технологии, обороняться, отправлять экспедиции на поверхность и за сбором ресурсов (пищу, металлолом и колбы), уничтожать наросты для расширения территории поселения и ослабления будущих нападений, собирать ресурсы в самом метро.
Игрок может выбрать одного из двух героев, о базовых параметрах которых изначально ничего не известно:
- Анна Каренина — была тренером по фитнесу до вторжения инопланетян. Вооружена дробовиком и имеет высокую выносливость, которую восстанавливает подобранной едой.
- Иван Толстой — пожилой мужчина в шапке-ушанке, ватнике и автоматом, держащемя на изоленте. Каждый пятый выстрел — разрывной, наносящий больше урона.

С наступлением ночи с одной из двух сторон карты, либо с двух появляются монстры, которые стремятся уничтожить укрепление, о чьём подходе предупреждает туман и бегущие крысы. Существуют разные виды пришельцев: обычные, ведущие артиллерийский огонь, гиганты и собаки. Поражение наступает в случае гибели главного героя и проникновения монстров к главному генератору поселения.
Из элементов Roguelike в игре представлены перманентная смерть главного героя и появляющиеся со временем бонусы. Так, с определёнными достижениями при обороне станции игрок может выбрать один из двух бонусов (например положить перед стенами колючую проволоку или оглушающую гранату), а если прожить определённое число дней, то открываются новые постройки. А ближе к концу игры в распоряжение игрока может перейти бронедрезина, позволяющая более быстро перемещаться между двумя концами лагеря и поддержать пулемётным огнём защитников. После окончания игры игрок попадает в вагончик, открывающий доступ к ранее недоступной технологии.
Игрок может управлять подконтрольными юнитами с помощью прямых команд, поручая им строительство, оборону, сбор ресурсов и т.д. Юниты не совсем безынициативны: перед наступлением ночи они прячутся за стенами или, если игрок рядом, бегут к нему. Также они организованно отступают от стены к стене.
Изначально в распоряжении игрока есть прибывающие на станцию новички, которые обладают слабыми характеристиками. С постройкой специализированных зданий возникает возможность обучать диггеров (расчищают завалы), инженеров (возводят более сложные постройки, производят исследования, открывают люки), сталкеров (предназначены для уничтожения монстров и выходов на поверхность за ресурсами), снайперов (наносят сильный урон одиночными выстрелами, на подготовку к которым уходит время) и т. д.. Из-за нехватки людей игроку может приходиться переучивать их на ходу в зависимости от ситуации.
Пополнить население можно тремя способами:
- Платить по бартеру периодически приезжающему водителю дрезины
- построить кухню,
- изучать игровой мир, в отдалённых уголках которого прячутся выжившие

В игре нет случайных событий, что было сделано разработчиками с целью, чтобы человек побеждал благодаря своим навыкам и самосовершенствованию.

## Разработка
Над игрой работала студия Pixeye Games, состоявшая из четырёх человек: Митя Pixeye Митрофанов (техническая сторона и геймдизайн), Александр Язынин (арт и анимацию), Алексей Allexeee Охезин (код), Артём Arty Акмулин (музыка). С озвучкой и звуками разработчикам помогла студия Ильи Волкова. Создание игры началось в 2019 году, финансирование осуществлялось за счёт личных средств разработчиков.
По визуальной части разработчики вдохновлялись, в основном, серией Metal Slug и Dead Ahead: Zombie Warfare. Атмосферный арт к игре Bunker — ещё один источник вдохновения. Сам замысел появился у Митрофанова при игре в[что?], где его злила невозможность прямого управления подданными.
Релиз перенесен на январь 2021 года. Точная дата будет известна позже. Было решено отказаться от режима совместного прохождения и поддержки macOS и linux версий, которые планировалось добавлять отдельно после релиза.
В конкурсной программе десятого сезона Indie Cup игр выиграла в трёх номинациях: «Лучший арт», «Восходящая звезда» и «Выбор стримеров».
11 мая 2021 года вышла демо-версия игры.
Геймплейно же игра следует следующему сценарию: у вас есть база в центре карты, которую вы постепенно расширяете влево и вправо за счёт ресурсов. Отстраиваете новые баррикады, убежища для выживших, лавки оружия, генераторы, пункты отдыха. Днём выходите за пределы защитных стен ради поиска металлолома, еды и людей, ночью — отбиваетесь от орд мутантов. Так вам надо прожить 30 дней (на самой стандартной сложности — на высоких времени меньше).

## Поддержка проекта
В вышедшем в июне патче была добавлена автоматическое сохранение игры при выходе из неё и начале нового игрового дня. Сама функция была убрана из финальной игры, так как не работала.
Разработчики планировали выпустить ещё три дополнительных сценария, совпадающих с временами года. Новые карты будут короче и интенсивнее первой карты.
В запланированном втором сценарии (осень) игрока отправляют выяснить судьбу станции Площадь Революции, поставляющая продовольствие для других станций и чьё население уже неделю не выходит на связь. При этом механика игры будет изменена: отсутствует развитие базы, появляются новые сооружения (доты) и противники (фанатики) и играбельный персонаж (огнемётчик, которого сначала надо спасти. Эта система будет распространена и на всех добавленных персонажей). Также были анонсированы изменения в интерфейсе. Изначально релиз был запланирован на сентябрь 2021 года, но в итоге перешёл на 2022 год.

## Отзывы и критика
Обозреватель российского сайта VGTimes поставил игре 6 баллов из 10 возможных. К достоинства игры он отнёс графическое оформление, атмосферу лагеря, нарастающую сложность игры и механику прямых команд, к недостаткам — отсутствие в релизной версии возможности сохранений, проблемы с балансом, малое число игровых сценариев, нехватку самостоятельности у юнитов.
Журналист российского сайта StopGame.ru Кирилл Волошин дал игре оценку «Похвально». Он похвалил игру за графику, игровой процесс и создаваемый игроку вызов, при этом отметив отсутствие системы сохранения и слабое разнообразие карт, рандома и системы прогресса.
Рецензент американского сайта Hey Poor Player Кори Кларк дала игре 2 балла. По её мнению игра представляет собой не огранённый алмаз с большим потенциалом, которому нужно решить проблемы с контентом, ввести возможность сохранения и провести тонкую настройку ИИ